# Iwan Matiaż
Iwan Serhijowycz Matiaż, ukr. Іван Сергійович Матяж (ur. 15 lutego 1988 w Doniecku) – ukraiński piłkarz, grający na pozycji pomocnika.

## Kariera piłkarska

### Kariera klubowa
Wychowanek Szachtara Donieck, w którym rozpoczął karierę piłkarską, ale występował w trzeciej i drugiej drużynie. W sierpniu 2007 został wypożyczony na rok do Zorii Ługańsk, gdzie grał tylko w drużynie rezerw. W lutym 2009 ponownie został wypożyczony na rok tym razem do Olimpika Donieck. W marcu 2010 przeszedł do Tawrii Symferopol, w której występował do lata 2011. Potem ponownie występował w Olimpiku Donieck. Podczas przerwy zimowej sezonu 2011/12 podpisał kontrakt z Metałurhiem Zaporoże. 2 stycznia 2015 opuścił zaporoski klub, a w lutym 2015 został piłkarzem Illicziwca Mariupol. 7 sierpnia 2015 powrócił do Olimpika Donieck. 20 czerwca 2017 opuścił Olimpik, a 2 lipca podpisał kontrakt z chorwackim NK Istra 1961. 2 marca 2018 zasilił skład Czornomorca Odessa. 1 czerwca 2018 opuścił odeski klub. 8 września 2018 został piłkarzem Awanhardu Kramatorsk.

### Kariera reprezentacyjna
W 2005 występował w juniorskiej reprezentacji Ukrainy. Łącznie rozegrał 3 mecze.

## Sukcesy i odznaczenia

### Sukcesy klubowe
- zdobywca Pucharu Ukrainy: 2009/10
- finalista Superpucharu Ukrainy: 2010